# 马克·克拉茨曼
马克·爱德华·克拉茨曼（英語：Mark Edward Kratzmann，1966年5月17日—），澳大利亚男子网球运动员，生于昆士兰州莫甘，1984年成为职业球手，现居温德拉。他曾获得1989年温布尔登网球锦标赛混合双打亚军。他于1992年退役。